# Vasile Duță
Vasile Duță (n. 2 iulie 1955 – d. 20 mai 2016) a fost un senator român în legislatura 2000-2004, ales în județul Bihor ca deputat PRM. 
Vasile Duță a fost membru al Partidului România Mare până în mai 2001. În perioada mai 2001-decembrie 2002 a fost independent, iar din decembrie 2002 până în octombrie 2004 a fost senator PSD. Vasile Duță a devenit senator independent din octombrie 2004. În cadrul activității sale parlamentare, Vasile Duță a fost membru în grupurile parlamentare de prietenie cu Georgia și Republica Africa de Sud.  Vasile Duță a fost membru în comisia pentru drepturile omului, culte și minorități (din mar. 2004), în comisia pentru cercetarea abuzurilor, combaterea corupției și petiții (din sep. 2001) și în comisia juridică, de numiri, disciplină, imunități și validări.  

## Condamnare penală
În 2010 a fost condamnat definitiv la cinci ani de închisoare cu executare pentru mai multe fapte de trafic de influență.